# Double or Nothing (2025)
Pour les articles homonymes, voir Double or Nothing.
L'édition 2025 de Double or Nothing est un Pay-per-view de catch (lutte professionnelle) produit par la promotion américaine All Elite Wrestling. L'événement a eu lieu le 25 mai 2025 au Desert Diamond Arena à Glendale (Arizona). Il s'agit de la 7e édition de Double or Nothing.

## Production
Double or Nothing est un Pay-per-view annuel de catch professionnel qui a lieu tous les mois de mai de chaque année depuis 2019. 
Le 19 février, la compagnie annonce que la 7e édition du Pay-per-view aura lieu le 25 mai au Desert Diamond Arena à Glendale (Arizona).

## Contexte
Les spectacles de la All Elite Wrestling (AEW) sont constitués de matchs aux résultats prédéterminés par les scénaristes de la AEW. Ces rencontres sont justifiées par des storylines – une rivalité entre catcheurs, la plupart du temps – ou par des qualifications survenues dans les shows de la AEW. Tous les catcheurs possèdent un gimmick, c'est-à-dire qu'ils incarnent un personnage gentil (Face) ou méchant (Heel), qui évolue au fil des rencontres. Un événement comme Double or Nothing est donc un événement tournant pour les différentes storylines en cours.

## Tableau des matchs
| Ordre par numéros | Résultat | Stipulation(s) | Temps |
| --- | --- | --- | ----- |
| 1P | Anna Jay et Harley Cameron battent Megan Bayne et Penelope Ford, | Tag Team match, | 12:40 |
| 2P | Bandido, AR Fox et Los Titanes del Aire (Hologram et Komander) battent RPG Vice (Rocky Romero et Trent Beretta) et CRU (Action Andretti et Lio Rush), | 8-Man Tag Team match, | 13:25 |
| 3 | Mercedes Moné bat Jamie Hayter, | Match simple - Finale du tournoi Women's Owen Hart Foundation Cup, La gagnante deviendra automatiquement aspirante no 1 au AEW Women's World Championship à All In. | 21:15 |
| 4 | FTR (Cash Wheeler et Dax Harwood) (avec Stokely Hathaway) bat Daniel Garcia et Nigel McGuinness (avec Matt Menard), | Tag Team match, | 22:30 |
| 5 | Ricochet bat Mark Briscoe, | Stretcher match, | 16:20 |
| 6 | The Hurt Syndicate (Bobby Lashley et Shelton Benjamin) (c) (avec MVP et MJF) bat The Sons of Texas (Dustin Rhodes et Sammy Guevara), | Tag Team match pour les AEW World Tag Team Championship, | 12:35 |
| 7 | Kazuchika Okada (c) bat Mike Bailey, | Match simple pour le AEW Continental Championship, | 16:05 |
| 8 | "Timeless" Toni Storm (c) (avec Luther) bat Mina Shirakawa, | Match simple pour le AEW Women's World Championship, | 15:49 |
| 9 | Kenny Omega, Swerve Strickland, Willow Nightingale et The Opps (Samoa Joe, Katsuyori Shibata et Powerhouse Hobbs) battent Death Riders (Jon Moxley, Claudio Castagnoli, Marina Shafir et Wheeler Yuta) et The Young Bucks (Matthew et Nicholas Jackson), | Anarchy in the Arena match, | 35:10 |
| 10 | The Don Callis Family (Kōnosuke Takeshita, Kyle Fletcher et Josh Alexander) (avec Don Callis et Lance Archer) bat Paragon (Adam Cole, Roderick Strong et Kyle O'Reilly),                                                                                 | Trios match, | 12:50 |
| 11 | "Hangman" Adam Page bat Will Ospreay, | Match simple - Finale du tournoi Men's Owen Hart Foundation Cup, Le gagnant deviendra automatiquement aspirant no 1 au AEW World Championship à All In.             | 36:56 |
| La lettre C placée entre parenthèses désigne la personne ou l’équipe championne en titre. P – indique que le match a eu lieu lors du pré-show | | |       |

## Déroulements des tournoisOwen Hart Foundation Cup

### Féminin
|  |                                                                    |                                                                    |                 |       |                                                                         |                                                                         |  |  |                                   |                                   |
|  | 1er tour Dynasty (6 avril) Dynamite (9 avril) Collision (12 avril) | 1er tour Dynasty (6 avril) Dynamite (9 avril) Collision (12 avril) |                 |       | Demi-finales Dynamite: Spring Break Thru (16 avril) Dynamite (23 avril) | Demi-finales Dynamite: Spring Break Thru (16 avril) Dynamite (23 avril) |  |  | Finale Double or Nothing (25 mai) | Finale Double or Nothing (25 mai) |
|  | 1er tour Dynasty (6 avril) Dynamite (9 avril) Collision (12 avril) | 1er tour Dynasty (6 avril) Dynamite (9 avril) Collision (12 avril) |                 |       | Demi-finales Dynamite: Spring Break Thru (16 avril) Dynamite (23 avril) | Demi-finales Dynamite: Spring Break Thru (16 avril) Dynamite (23 avril) |  |  | Finale Double or Nothing (25 mai) | Finale Double or Nothing (25 mai) |
|  |                                                                    |                                                                    |                 |       |                                                                         |                                                                         |  |  |                                   |                                   |
|  |                                                                    |                                                                    |                 |       |                                                                         |                                                                         |  |  |                                   |                                   |
|  | Mercedes Moné                                                      | Tombé                                                              |                 |       |                                                                         |                                                                         |  |  |                                   |                                   |
|  | Mercedes Moné                                                      | Tombé                                                              |                 |       |                                                                         |                                                                         |  |  |                                   |                                   |
|  | Julia Hart                                                         | 13:00                                                              |                 |       |                                                                         |                                                                         |  |  |                                   |                                   |
|  | Julia Hart                                                         | 13:00                                                              |                 |       |                                                                         |                                                                         |  |  |                                   |                                   |
|  |                                                                    |                                                                    |                 |       |                                                                         |                                                                         |  |  |                                   |                                   |
|  |                                                                    |                                                                    |                 |       |                                                                         |                                                                         |  |  |                                   |                                   |
|  |                                                                    |                                                                    |                 |       |                                                                         |                                                                         |  |  |                                   |                                   |
|  |                                                                    |                                                                    |                 |       |                                                                         |                                                                         |  |  |                                   |                                   |
|  | Mercedes Moné                                                      | Tombé                                                              |                 |       |                                                                         |                                                                         |  |  |                                   |                                   |
|  | Mercedes Moné                                                      | Tombé                                                              |                 |       |                                                                         |                                                                         |  |  |                                   |                                   |
|  |                                                                    |                                                                    | Athena          | 21:10 |                                                                         |                                                                         |  |  |                                   |                                   |
|  |                                                                    |                                                                    | Athena          | 21:10 |                                                                         |                                                                         |  |  |                                   |                                   |
|  | Harley Cameron                                                     | 10:30                                                              |                 |       |                                                                         |                                                                         |  |  |                                   |                                   |
|  | Harley Cameron                                                     | 10:30                                                              |                 |       |                                                                         |                                                                         |  |  |                                   |                                   |
|  | Athena                                                             | Tombé                                                              |                 |       |                                                                         |                                                                         |  |  |                                   |                                   |
|  | Athena                                                             | Tombé                                                              |                 |       |                                                                         |                                                                         |  |  |                                   |                                   |
|  |                                                                    |                                                                    |                 |       |                                                                         |                                                                         |  |  |                                   |                                   |
|  |                                                                    |                                                                    |                 |       |                                                                         |                                                                         |  |  |                                   |                                   |
|  |                                                                    |                                                                    |                 |       |                                                                         |                                                                         |  |  |                                   |                                   |
|  |                                                                    |                                                                    |                 |       |                                                                         |                                                                         |  |  |                                   |                                   |
|  | Mercedes Moné                                                      | Tombé                                                              |                 |       |                                                                         |                                                                         |  |  |                                   |                                   |
|  | Mercedes Moné                                                      | Tombé                                                              |                 |       |                                                                         |                                                                         |  |  |                                   |                                   |
|  |                                                                    |                                                                    | Jamie Hayter    | 21:15 |                                                                         |                                                                         |  |  |                                   |                                   |
|  |                                                                    |                                                                    | Jamie Hayter    | 21:15 |                                                                         |                                                                         |  |  |                                   |                                   |
|  | Jamie Hayter                                                       | Tombé                                                              |                 |       |                                                                         |                                                                         |  |  |                                   |                                   |
|  | Jamie Hayter                                                       | Tombé                                                              |                 |       |                                                                         |                                                                         |  |  |                                   |                                   |
|  | Billie Starkz                                                      | 13:55                                                              |                 |       |                                                                         |                                                                         |  |  |                                   |                                   |
|  | Billie Starkz                                                      | 13:55                                                              |                 |       |                                                                         |                                                                         |  |  |                                   |                                   |
|  |                                                                    |                                                                    |                 |       |                                                                         |                                                                         |  |  |                                   |                                   |
|  |                                                                    |                                                                    |                 |       |                                                                         |                                                                         |  |  |                                   |                                   |
|  |                                                                    |                                                                    |                 |       |                                                                         |                                                                         |  |  |                                   |                                   |
|  |                                                                    |                                                                    |                 |       |                                                                         |                                                                         |  |  |                                   |                                   |
|  | Jamie Hayter                                                       | Tombé                                                              |                 |       |                                                                         |                                                                         |  |  |                                   |                                   |
|  | Jamie Hayter                                                       | Tombé                                                              |                 |       |                                                                         |                                                                         |  |  |                                   |                                   |
|  |                                                                    |                                                                    | Kris Statlander | 12:10 |                                                                         |                                                                         |  |  |                                   |                                   |
|  |                                                                    |                                                                    | Kris Statlander | 12:10 |                                                                         |                                                                         |  |  |                                   |                                   |
|  | Thunder Rosa                                                       | 9:40                                                               |                 |       |                                                                         |                                                                         |  |  |                                   |                                   |
|  | Thunder Rosa                                                       | 9:40                                                               |                 |       |                                                                         |                                                                         |  |  |                                   |                                   |
|  | Kris Statlander                                                    | Tombé                                                              |                 |       |                                                                         |                                                                         |  |  |                                   |                                   |
|  | Kris Statlander                                                    | Tombé                                                              |                 |       |                                                                         |                                                                         |  |  |                                   |                                   |

### Masculin
|  |                                                                    |                                                                    |                     |       |                                                                         |                                                                         |  |  |                                   |                                   |
|  | 1er tour Dynasty (6 avril) Dynamite (9 avril) Collision (12 avril) | 1er tour Dynasty (6 avril) Dynamite (9 avril) Collision (12 avril) |                     |       | Demi-finales Dynamite: Spring Break Thru (16 avril) Dynamite (30 avril) | Demi-finales Dynamite: Spring Break Thru (16 avril) Dynamite (30 avril) |  |  | Finale Double or Nothing (25 mai) | Finale Double or Nothing (25 mai) |
|  | 1er tour Dynasty (6 avril) Dynamite (9 avril) Collision (12 avril) | 1er tour Dynasty (6 avril) Dynamite (9 avril) Collision (12 avril) |                     |       | Demi-finales Dynamite: Spring Break Thru (16 avril) Dynamite (30 avril) | Demi-finales Dynamite: Spring Break Thru (16 avril) Dynamite (30 avril) |  |  | Finale Double or Nothing (25 mai) | Finale Double or Nothing (25 mai) |
|  |                                                                    |                                                                    |                     |       |                                                                         |                                                                         |  |  |                                   |                                   |
|  |                                                                    |                                                                    |                     |       |                                                                         |                                                                         |  |  |                                   |                                   |
|  | Will Ospreay                                                       | Tombé                                                              |                     |       |                                                                         |                                                                         |  |  |                                   |                                   |
|  | Will Ospreay                                                       | Tombé                                                              |                     |       |                                                                         |                                                                         |  |  |                                   |                                   |
|  | Kevin Knight                                                       | 13:50                                                              |                     |       |                                                                         |                                                                         |  |  |                                   |                                   |
|  | Kevin Knight                                                       | 13:50                                                              |                     |       |                                                                         |                                                                         |  |  |                                   |                                   |
|  |                                                                    |                                                                    |                     |       |                                                                         |                                                                         |  |  |                                   |                                   |
|  |                                                                    |                                                                    |                     |       |                                                                         |                                                                         |  |  |                                   |                                   |
|  |                                                                    |                                                                    |                     |       |                                                                         |                                                                         |  |  |                                   |                                   |
|  |                                                                    |                                                                    |                     |       |                                                                         |                                                                         |  |  |                                   |                                   |
|  | Will Ospreay                                                       | Tombé                                                              |                     |       |                                                                         |                                                                         |  |  |                                   |                                   |
|  | Will Ospreay                                                       | Tombé                                                              |                     |       |                                                                         |                                                                         |  |  |                                   |                                   |
|  |                                                                    |                                                                    | Kōnosuke Takeshita  | 21:45 |                                                                         |                                                                         |  |  |                                   |                                   |
|  |                                                                    |                                                                    | Kōnosuke Takeshita  | 21:45 |                                                                         |                                                                         |  |  |                                   |                                   |
|  | Brody King                                                         | 12:20                                                              |                     |       |                                                                         |                                                                         |  |  |                                   |                                   |
|  | Brody King                                                         | 12:20                                                              |                     |       |                                                                         |                                                                         |  |  |                                   |                                   |
|  | Kōnosuke Takeshita                                                 | Tombé                                                              |                     |       |                                                                         |                                                                         |  |  |                                   |                                   |
|  | Kōnosuke Takeshita                                                 | Tombé                                                              |                     |       |                                                                         |                                                                         |  |  |                                   |                                   |
|  |                                                                    |                                                                    |                     |       |                                                                         |                                                                         |  |  |                                   |                                   |
|  |                                                                    |                                                                    |                     |       |                                                                         |                                                                         |  |  |                                   |                                   |
|  |                                                                    |                                                                    |                     |       |                                                                         |                                                                         |  |  |                                   |                                   |
|  |                                                                    |                                                                    |                     |       |                                                                         |                                                                         |  |  |                                   |                                   |
|  | Will Ospreay                                                       | 36:55                                                              |                     |       |                                                                         |                                                                         |  |  |                                   |                                   |
|  | Will Ospreay                                                       | 36:55                                                              |                     |       |                                                                         |                                                                         |  |  |                                   |                                   |
|  |                                                                    |                                                                    | "Hangman Adam Page  | Tombé |                                                                         |                                                                         |  |  |                                   |                                   |
|  |                                                                    |                                                                    | "Hangman Adam Page  | Tombé |                                                                         |                                                                         |  |  |                                   |                                   |
|  | Mark Briscoe                                                       | 16:15                                                              |                     |       |                                                                         |                                                                         |  |  |                                   |                                   |
|  | Mark Briscoe                                                       | 16:15                                                              |                     |       |                                                                         |                                                                         |  |  |                                   |                                   |
|  | Kyle Fletcher                                                      | Tombé                                                              |                     |       |                                                                         |                                                                         |  |  |                                   |                                   |
|  | Kyle Fletcher                                                      | Tombé                                                              |                     |       |                                                                         |                                                                         |  |  |                                   |                                   |
|  |                                                                    |                                                                    |                     |       |                                                                         |                                                                         |  |  |                                   |                                   |
|  |                                                                    |                                                                    |                     |       |                                                                         |                                                                         |  |  |                                   |                                   |
|  |                                                                    |                                                                    |                     |       |                                                                         |                                                                         |  |  |                                   |                                   |
|  |                                                                    |                                                                    |                     |       |                                                                         |                                                                         |  |  |                                   |                                   |
|  | Kyle Fletcher                                                      | 23:25                                                              |                     |       |                                                                         |                                                                         |  |  |                                   |                                   |
|  | Kyle Fletcher                                                      | 23:25                                                              |                     |       |                                                                         |                                                                         |  |  |                                   |                                   |
|  |                                                                    |                                                                    | "Hangman" Adam Page | Tombé |                                                                         |                                                                         |  |  |                                   |                                   |
|  |                                                                    |                                                                    | "Hangman" Adam Page | Tombé |                                                                         |                                                                         |  |  |                                   |                                   |
|  | "Hangman" Adam Page                                                | Tombé                                                              |                     |       |                                                                         |                                                                         |  |  |                                   |                                   |
|  | "Hangman" Adam Page                                                | Tombé                                                              |                     |       |                                                                         |                                                                         |  |  |                                   |                                   |
|  | Josh Alexander                                                     | 13:05                                                              |                     |       |                                                                         |                                                                         |  |  |                                   |                                   |
|  | Josh Alexander                                                     | 13:05                                                              |                     |       |                                                                         |                                                                         |  |  |                                   |                                   |